# Dumfries
Dumfries (in gaelico scozzese Dùn Phris) è una cittadina della Dumfries e Galloway, una contea della Scozia sud-occidentale. Situata approssimativamente a 125 km a sud-ovest di Glasgow e a 35 km dal confine con l'Inghilterra. Secondo il censimento del Regno Unito effettuato nel 2001 a Dumfries vivevano 47.568 persone.

## Monumenti e luoghi d'interesse
- Castello di Caerlaverock

## Amministrazione

### Gemellaggi
- Annapolis
- Gifhorn
- Passavia
- Cantù